# Ebensfeld
Ebensfeld – gmina targowa w Niemczech, w kraju związkowym Bawaria, w rejencji Górna Frankonia, w regionie Oberfranken-West, w powiecie Lichtenfels. Leży ok. 12 km na południowy zachód od Lichtenfels, nad Menem, przy drodze B173 i linii kolejowej Norymberga – Jena - Lipsk.

## Dzielnice
W skład gminy wchodzą następujące dzielnice: 
| - Birkach - Dittersbrunn - Döringstadt - Draisdorf - Ebensfeld - Eggenbach | - Erlhof - Freiberg - Kleukheim - Kutzenberg - Kümmel - Messenfeld | - Neudorf/Ummersberg - Niederau - Oberbrunn - Oberküps - Peusenhof - Pferdsfeld | - Prächting - Sträublingshof - Unterbrunn - Unterküps - Unterneuses |

## Polityka
Wójtem jest Bernhard Kasper (Wolni Wyborcy).

### Rada gminy
Rada gminy składa się z 21 członków:
|      | CSU | SPD | Zieloni | Wolni Wyborcy | Młodzi Obywatele | Razem     |
| 2002 | 9   | 3   | 1       | 7             | 1                | 21 miejsc |

### Współpraca
Miejscowość partnerska:
- Sosa, Saksonia

## Zabytki i atrakcje
- Kościół pielgrzymkowy pw. Matki Boskiej Bolesnej (Maria Schmerz)
- Kaplica św. Wita (St. Veit)